# Кейси, Конор
Ко́нор Па́трик Ке́йси (англ. Conor Patrick Casey; род. 25 июля 1981, Довер, Нью-Гэмпшир, США) — американский футболист, выступавший на позиции нападающего. Известен по выступлениям за «Колорадо Рэпидз», «Филадельфия Юнион» и сборную США. Участник Олимпийских игр 2000.

## Клубная карьера

### Ранняя карьера
Кейси начал свою карьеру, выступая за футбольную команду Южной старшей школы Денвера. После этого ещё два года он играл в футбольной команде Портлендского университета — «Портленд Пайлотс». В своём первом сезоне Конор был признан одним из MVP и игроком-первокурсником года в Конференции Западного побережья.

### Профессиональная карьера
В 2000 году после Олимпийских игр, Конор подписал четырёхлетний контракт с дортмундской «Боруссией». В первом сезоне он выступал за дублирующий состав, после ему был предоставлен шанс закрепиться в основе, но Кейси не смог воспользоваться своим шансом и в начале был отдан в аренду в «Ганновер 96», а затем в «Карлсруэ». В 2004 году Кейси перешёл в «Майнц 05». В новом клубе он был основным футболистом, но забивал крайне мало, всего 3 гола в 40 встречах.
В 2007 году Конор вернулся в Северную Америку, где подписал контракт с канадским клубом MLS «Торонто». За новую команду он сыграл всего два матча, после чего был обменян в «Колорадо Рэпидз» на пик третьего раунда Супердрафта MLS 2008, распределительные средства и права на Райли О’Нилла. 27 августа в матче против «Лос-Анджелес Гэлакси» Кейси забил первый гол за новый клуб. В сезоне 2009 Конор с 16 голами стал вторым лучшим бомбардиром лиги и был включён в символическую сборную года. В сезоне 2010 он помог клубу выиграть чемпионский титул — в матче за Кубок MLS, в котором «Колорадо Рэпидз» обыграл «Даллас» в дополнительное время со счётом 2:1, забил первый гол своей команды и был признан самым ценным игроком. 16 июля 2011 года в матче против «Сиэтл Саундерс» Конор получил тяжёлую травму — разрыв ахиллова сухожилия левой ноги, из-за чего пропустил оставшуюся часть сезона 2011. После завершения сезона 2012 Кейси покинул «Колорадо Рэпидз» по взаимному согласию сторон.
14 декабря 2012 года во втором раунде драфта возвращений MLS Конор был выбран «Филадельфией Юнион». 2 марта в матче против «Спортинга Канзас-Сити» он дебютировал за новый клуб. 30 марта в поединке против «Нью-Йорк Ред Буллз» Кейси забил свой первый гол за «Филадельфию». В своём первом сезоне он забил десять голов, включая два «дубля» в ворота «Нью-Йорк Ред Буллз» и «Ди Си Юнайтед». После завершения сезона 2015 «Филадельфия Юнион» не продлила контракт с Кейси.
26 января 2016 года Конор на правах свободного агента подписал контракт с «Коламбус Крю». За «Крю» он дебютировал 6 марта в матче против «Портленд Тимберс», выйдя на замену на 85-й минуте. По окончании сезона 2016 Кейси объявил о завершении карьеры.

## Международная карьера
В 2000 году Кейси попал в заявку сборной на участие в Олимпийских играх. На турнире Конор сыграл в матчах против Чехии, Камеруна, Кувейта, Японии, Испании и помог команде занять четвёртое место. В 2001 году он поехал на молодёжный чемпионат мира в составе молодёжной национальной команды.
31 марта 2004 года в товарищеском поединке против сборной Польши Конор дебютировал за сборную США.
В 2005 году Кейси принял участие в Золотом кубке КОНКАКАФ. На турнире он сыграл только в матче против сборной Кубы и завоевал золотые медали.
В 2009 году Конор был основным футболистом национальной команды на Кубке конфедераций в ЮАР. На турнире он принял участие в поединках против Египта, Испании и дважды Бразилии.
10 октября того же года в матче отборочного турнира чемпионата мира 2010 против сборной Гондураса Кейси забил два гола и был признан лучшим игроком встречи.

### Голы за сборную США
| #   | Дата            | Место                                            | Противник | Счёт | Результат | Соревнование                       |
| --- | --------------- | ------------------------------------------------ | --------- | ---- | --------- | ---------------------------------- |
| 01. | 10 октября 2009 | Олимпико Метрополитано, Сан-Педро-Сула, Гондурас | Гондурас  | 1:1  | 3:2       | Чемпионат мира 2010 (квалификация) |
| 02. | 10 октября 2009 | Олимпико Метрополитано, Сан-Педро-Сула, Гондурас | Гондурас  | 3:2  | 3:2       | Чемпионат мира 2010 (квалификация) |

## Тренерская карьера
26 января 2017 года Кейси вернулся в «Колорадо Рэпидз», войдя в тренерский штаб Пабло Мастроени в качестве ассистента. Он продолжил работать ассистентом и при Энтони Хадсоне. После увольнения Хадсона 1 мая 2019 года Кейси был назначен исполняющим обязанности главного тренера клуба. После назначения на пост главного тренера Робина Фрейзера в конце августа 2019 года Кейси покинул «Колорадо Рэпидз».
20 декабря 2021 года Кейси был назначен главным тренером клуба Чемпионшипа ЮСЛ «Чарлстон Бэттери». 12 октября 2022 года клуб и тренер расторгли контракт по обоюдному согласию сторон.

## Достижения
Командные
 «Колорадо Рэпидз»
- MLS — 2010

 США
- Золотой кубок КОНКАКАФ — 2005
- Кубок конфедераций — 2009